# Justo Correas
Justo Correas (n. Mendoza, circa 1770-† íd,, 1847), comerciante y político argentino, que fue Gobernador de la Provincia de Mendoza entre 1838 y 1841, con una breve interrupción en el mes de noviembre de 1840.

## Biografía
Hijo de un funcionario virreinal, se educó en su ciudad natal y fue comerciante y funcionario. Apoyó la Revolución de Mayo y ocupó varios cargos en el cabildo de su ciudad natal.
Durante la década de 1820 fue funcionario del gobierno de su hermano Juan de Dios Correas, destacado miembro del Partido Unitario. Participó en la revolución que llevó al gobierno al general Rudecindo Alvarado, y tras ser éste derrotado mantuvo buenas relaciones con el caudillo José Félix Aldao. Con lo cual era un traidor que se amigaba con cualquier bando ganador.
Apoyó la invasión unitaria de 1830, dirigida por el coronel José Videla Castillo, dirigió el cabildo abierto que eligió a Tomás Godoy Cruz como gobernador y las elecciones de legisladores sin participación federal. Fue presidente de la legislatura provincial y organizó la elección de Videla Castillo como gobernador. Durante varios períodos ejerció el gobierno como delegado, mientras el titular organizaba el interior de la provincia.
Tras la caída del gobernador Videla Castillo a raíz de su derrota en la batalla de Rodeo de Chacón, hizo valer su amistad con Aldao para no verse obligado a emigrar. Ayudó también a Aldao contra la revolución que fraguaron Domingo de Oro y Lorenzo Barcala en su contra y contra el gobernador Pedro Molina. Volvió a ser legislador provincial, y pronto se lo consideró un federal.
El 20 de marzo de 1838 fue elegido gobernador, y mantuvo la provincia en la órbita de Juan Manuel de Rosas, mientras los unitarios participaban en sublevaciones contra Rosas en casi todas las provincias. En 1840 prohibió la circulación del diario El Mercurio de Valparaíso, desde el cual el joven Domingo Faustino Sarmiento dirigía toda clase de ataques contra Rosas y los gobernadores federales.
El 4 de noviembre de 1840 fue derrocado por una revolución dirigida por Juan de Rosas y el coronel Casimiro Recuero. Nombraron gobernador a Pedro Molina, pero solo controlaron la capital. De modo que el general Aldao no tuvo problemas en ocuparla casi sin lucha a su regreso desde La Rioja casi sin lucha. Correa reasumió el gobierno el día 15 de noviembre, pero enseguida lo delegó en el mismo general Aldao. Renunció a su cargo el 16 de mayo de 1841, siendo sucedido por Juan Isidro Maza. No volvió a ocupar cargos públicos, y debió ocultarse a fines de ese año, cuando la provincia fue invadida por el general unitario Lamadrid.
Falleció en Mendoza en 1847.
| Predecesor: Pedro Molina y Sotomayor (3° mandato) | Gobernador de la Provincia de Mendoza (1° mandato) 1838-1840 | Sucesor: Pedro Molina y Sotomayor (4° mandato) |
| Predecesor: Pedro Molina y Sotomayor (4° mandato) | Gobernador de la Provincia de Mendoza (2° mandato) 1840-1841 | Sucesor: Juan Isidro Maza (interino)           |